# Азизкенди
Азизкенди (груз. აზიზქენდი, азерб. Əzizkəndi) — село Марнеульского муниципалитета, края Квемо-Картли республики Грузия со 100 %-ным азербайджанским населением. Находится на юге Грузии, на территории исторической области Борчалы.

## География

Дома в деревне Азизкенд

Граничит с селами Хутор-Лежбадини, Аджиискенди и Диди-Муганло Марнеульского Муниципалитета.

## Население
По данным Государственного статистического комитета Грузии, согласно официальной переписи 2002 года, численность населения села Азизкенди составляет 2170 человек и на 100 % состоит из азербайджанцев.

## Экономика
Население в основном занимается овцеводством и скотоводством.
В марте 2007 года, для усиления телефонной связи между Грузией и Азербайджаном, в 6 сел Марнеульского района (Тазакенди, Азизкенди, Капанахчи, Меоре-Кесало, Пирвели-Кесало и Алгети) Грузии были проведены телекоммуникационные линии и созданы электрифицированные телефонные станции, что дало возможность жителям села использовать телефоны и интернет.

## Достопримечательности

Мечеть в селе Азизкенд

- Мечеть. Ахунд мечети - Эльчин Дашданов.[6]
- Средняя школа. В августе 2010 года по решению Министерства Образования Республики Грузия, в результате реорганизации школ, школа села Азизкенди была объединена со школой села Аджиискенди.[7][8]

## Известные уроженцы
- Амиль Ахмедов - учитель средней школы села Азизкенд, стипендиат президента Грузии.[9]
- Амиль Нагиев - азербайджанский певец.[10]